# Сурхай-хан II
Сурхай-хан II (1744—1827) — 4-й володар Газікумухського ханства в 1789—1813 і 1816—1820 роках. Мав прізвисько Кун-Буттай («Дід народу»).

## Життєпис
Син Мухаммад-хана. Відомий був своїм знанням Корану, ісламського богослов'я загалом. Посів трон 1789 року. Головним напрямом діяльності обрав розширення володінь та протидію загарбницьким намірам Російської імперії. Скористався смертю свого брата Шахмардан-бека, виступивши на захоплення Кюринського ханства. Остаточно закріпився там у 1791 році. Невдовзі уклав союз з Шейх-Алі-хана, правителем Дербента і Куби. 1796 року атакував російські загони під час походу В. Зубова на Дербент. 1797 і 1802 роках допомагав Шейх-Алі-хану відновитися на троні після повалення того російськими військами.
Знову виступив проти російської присутності під час війни Росії і Персії, підтримавши останню під час захисту Гянджі і Єревана. Причиною цього стало закріплення 1805 року росіян у Дербенті, що загрожувало володінням Сурхай-хана II. 1806 року надав прихисток Шейх-Алі-хану, в якого російські війська захопили Кубинське ханство. Водночас росіянами пропонувалося Сурхай-хану II підписати трактат з визнання російського підданстві, залежності від Росії, погодитися щорічно платити 3000 червінців і дати в аманати свого сина. Хан присягнув на вірність, але відмовився виконувати інші умови. Розпочалися тривалі перемовини. Водночас газікумухці готувалися до війни із загарбниками.
1807 року уклав союз з Султан-Ахмедом I, аварським ханом. Втім виступ проти росіян у 1809 році виявився невдалим. До того ж його не підтримало більшість дагестанських володарів. Росія підкупом і погрозами зуміла зберегти контроль в регіоні. Водночас сам Сурхай-хан II здирництвом налаштував проти себе населення Кюринського ханства.
У 1811 році за підтримки Персії зумів укласти з Аділ-ханом, уцмієм Кайтагу, антиросійський союз. Також газікумухського хана підтримали акушинці. Невдовзі вдалося на нетривалий час відновити владу над Кубою, але незабаром відступити до основних володінь. При цьому всередині ханства почало зростати невдоволення тривалою війною, почалася епідемія.
Зрештою проти Сурхай-хана виступив генерал-майор М. М. Хотунцов, що 6 вересня 1811 року в битві біля Хсреха завдав поразки газікумухцям. 1812 року Сурхай-хан II мусив укласти мирну угоду, відмовившись від Кюринського ханства, де владу отримав його небіж Аслан-бек. 17 липня 1812 року Сурхай-хан II мусив визнати зверхність Росії. Проте доволі швидко газікумухський хан зрікся усіх угод з росіянами. Але спроба атакувати Кюру виявилася невдалою. За цим відбувся заколот, в результаті чого Сурхай-хан II втік до Персії, а володарем став його син Муртазалі-хан II. Лише у 1816 році йому вдалося повернути владу.
Слідом за цим у черговий раз визнав підданство Російської імперії, передавши генералу Олексію Єрмолову свого онука Джафар-бека. Втім хан став готуватися до реваншу, для чого розпочав уклав союзи з Аділь-ханом уцмієм Кайтагу, Гасан-ханом, правителем Мехтулінського ханства, Султан-Ахмедом I, аварським ханом. 1819 року спроба захопити укріплення Чирах виявилася невдалою. У відповідь у 1820 році Єрмолов оголосив новим ханом Аслан-бека Кюринського, для підтвердження прав якого виступив проти Газікухумського ханства. У вирішальній битві біля аулу Хосрех газікухумці зазнали нищівної поразки. Доволі швидко було захоплено столицю Газі-Кумух, де посів трон Аслан-хан. Останній визнав зверхність Російської імперії.
Сурхай-хана було відправлено у заслання. Повернувся до Газі-кумуха незадовго до смерті у 1827 році.